# Karel Šváb (odbojář)
Karel Šváb (4. listopadu 1896 Praha – 30. června 1942 Praha) byl český skaut, překladatel, knihkupec, nakladatel a odbojář z období druhé světové války popravený nacisty.

## Život
Karel Šváb se narodil 4. listopadu 1896 v Praha. Jeho otcem byl český herec, režisér, kabaretiér a knihkupec Josef Šváb-Malostranský. Po absolvování měšťanské školy se vyučil stejně jako jeho otec na knihkupce, mezi lety 1912 a 1914 pak ve vzdělání pokračoval na knihkupecké odborné pokračovací škole. V roce 1916 pracoval v Jaroměři, v roce 1917 v Praze, poté v knihkupectví svého otce v Saském domě. Stal se členem Baden-Powellových skautů. Pro skautské sdružení přeložil Baden-Powellovu příručku The Wolf's Cubs Handbook určenou pro výchovu Vlčat vyšlou v roce 1923, předmluvou též opatřil Baden-Powellovu publikaci Cíl a úkol výchovy vlčat jejíž vydání zafinancoval jeho otec. Překládal, komentoval a upravoval i další díla z angličtiny, své práce podepisoval pseudonymy James (včetně variant s pravým jménem) a Starý Vlk. Působil v ochranném svazu autorském a v redakci časopisu Svobodný zednář. Oženil se s Františkou Francovou, v roce 1924 se manželům narodil syn Ludvík, budoucí psychiatr, jazzman a surrealistický autor. Roku 1932 zemřel jeho otec a Karel Šváb po něm převzal rodinné knihkupectví a nakladatelství. Vydával mmj. trampské písně.

## Protinacistický odboj
Po německé okupaci se Švábovo knihkupectví stalo jednou ze dvou zpravodajských centrál předávající informace organizaci Obrana národa a dále do Velké Británie. Sloužilo jako tzv. agenturní přepážka. Během března začalo být sledováno gestapem. Dne 23. března 1942 byl Karel Šváb společně s redaktorem Vincy Schwarzem a jeho ženou Zdeňkou zatčen a vězněn v pankrácké věznici. Dne 30. června 1942 byl popraven na kobyliské střelnici. Ve stejný den byl popraveni i manželé Schwarzovi. Knihkupectví převzalo do správy nakladatelství Orbis, které firmu v roce 1943 zlikvidovalo a majetek rozprodalo. Jeho manželka Františka se v roce 1945 pokusila živnost obnovit, v roce 1949 byla firma ale opět zlikvidována.

## Galerie

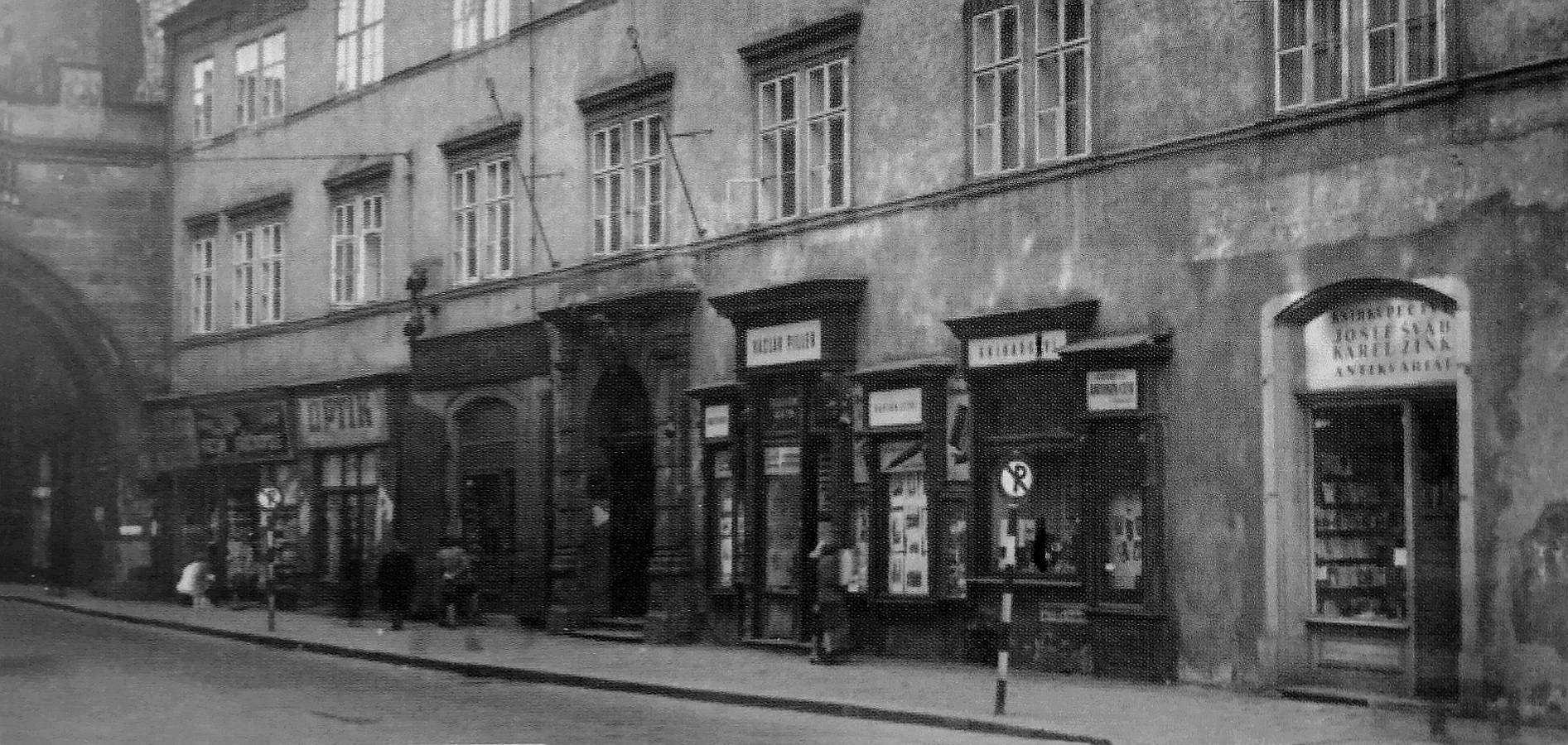
Knihkupectví a nakladatelství Karla Švába v Mostecké ulici v Praze
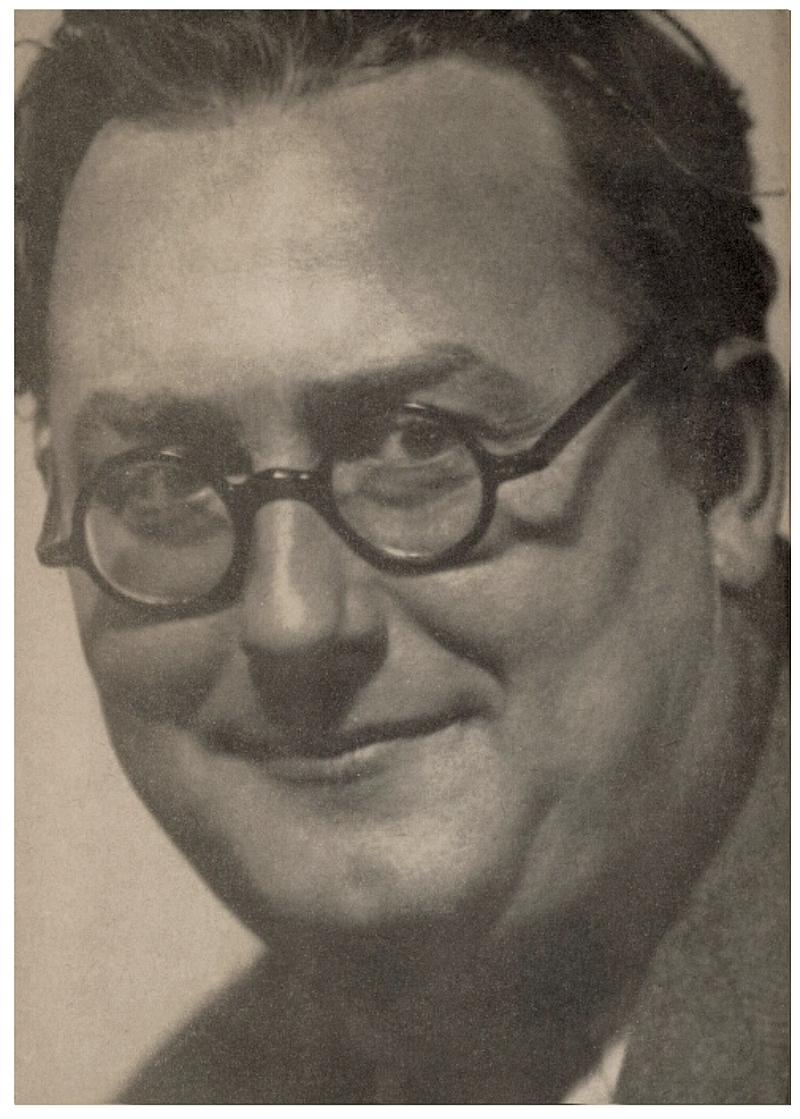
Vincy Schwarz
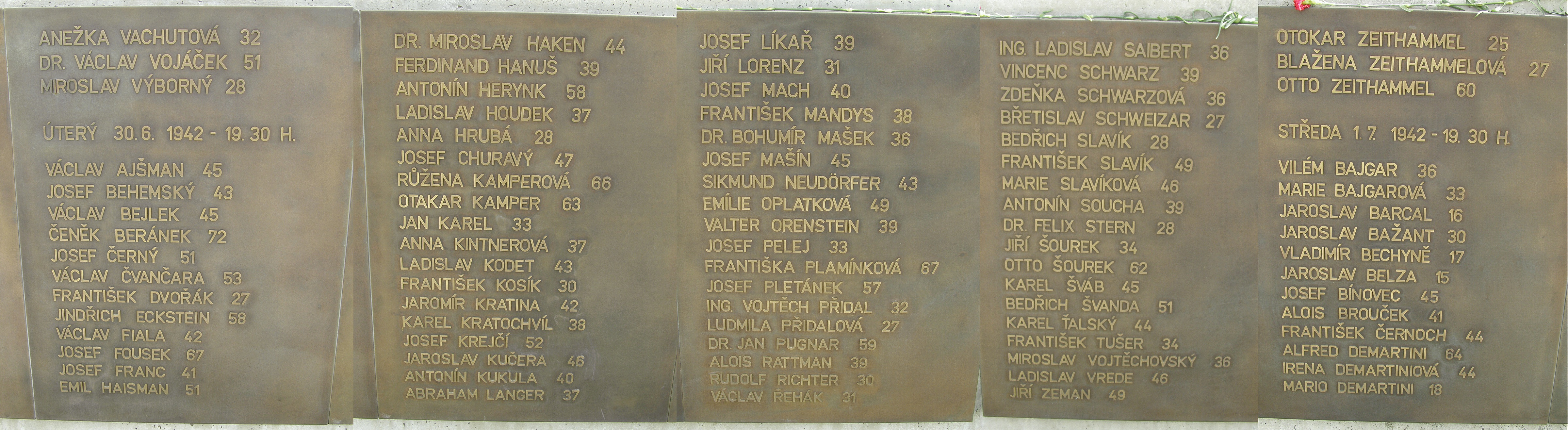
Pamětní desky na Kobyliské střelnici; popravení 30. června 1942: KAREL ŠVÁB 45; VINCENC SCHWARZ 39